# Водний баланс
Во́дний бала́нс — кількісне співвідношення прибутку, витрат і акумуляції води за певний час (рік, сезон, місяць тощо) для будь-якої території або водного об'єкта. Найчастіше розглядається щодо басейну річки (або його частини).
Водний баланс характеризує природні процеси водного господарства у басейні річки щодо його компонентів (опади, випаровування, наземні і підземні стоки). Крім того, включає компонент впливів поточної діяльності людини, який виникає внаслідок водокористування, що впливає на кількість води.
Водогосподарчий баланс — це зіставлення водних ресурсів зі споживанням води в межах певного району.
Водні ресурси України формуються за рахунок атмосферних опадів і транзитних вод. Атмосферні опади — головне джерело водних ресурсів. Кількість і режим їхнього випадання, а також витрати вологи на випаровування зумовлюються кліматичними умовами. Кліматичні та гідрогеологічні чинники впливають на формування стоку, процеси просочування вглиб, розподіл опадів на поверхні водозборів. У середньому на території України випадає 609 мм опадів на рік. З них лише 83 мм перетворюється на стік. Решта вологи випаровується.
Середня багаторічна величина річного стоку — основна характеристика водних ресурсів. У межах України вона має тенденцію зменшуватись з півночі на південь від Подільської, Придніпровської, Донецької і Приазовської височин. В Українських Карпатах і Кримських горах показники стоку закономірно збільшуються з висотою.
За багаторічними спостереженнями, потенційні ресурси річкових вод становлять 209,8 км³/рік, з яких тільки 25 % формуються в межах України, решта надходить з території сусідніх країн. Основний об'єм водних ресурсів поверхневих вод припадає на басейн Дніпра.
Прогнозні ресурси підземних вод становлять 21 км³. Стримуючим чинником використання водних ресурсів є їх мінливість у часі: в природних умовах на частку весняного стоку припадає від 6—8 % на півночі до 80—90 % на півдні. За запасами місцевих водних ресурсів (1 тис. м³ на 1 особу) Україна вважається однією з найменш забезпечених країн у Європі.